# Glicitol

Fórmula general estructural de los alditoles. (n ≥ 1)

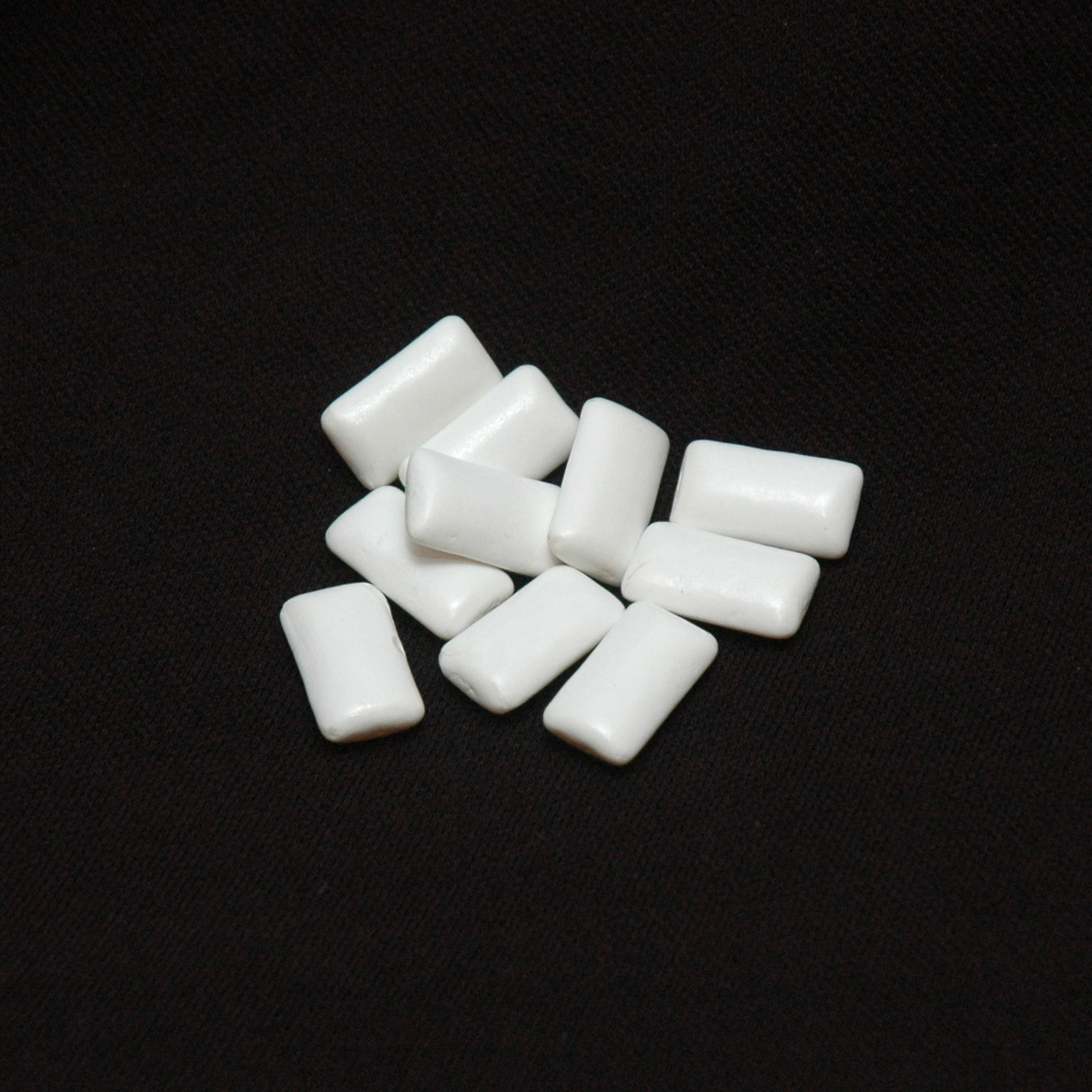
Una de las aplicaciones de los polialcoholes es en la elaboración de edulcorantes de gomas de mascar.

Los glicitoles o alditoles (denominados también azúcares alcohólicos o polialcoholes) se caracterizan por ser un conjunto de compuestos químicos orgánicos de sabor dulce de la familia de los polioles. Estos compuestos químicamente se consideran carbohidratos hidrogenados cuyo grupo carbonilo (aldehído, cetona, azúcar reductor) ha sido reducido a un grupo hidroxilo primario o secundario (es decir a un alcohol). Los azúcares alcohólicos poseen la fórmula general H(HCHO)n+1H, mientras que los azúcares tienen H(HCHO)nHCO. Se emplean en numerosas aplicaciones alimentarias como edulcorantes en sustitución del azúcar (sacarosa). Los glicitoles poseen contenidos calóricos muy bajos, y su poca fermentabilidad hace que no contribuyan al desarrollo de la caries dental. Por ello se encuentran presentes en chicles, pastas dentífricas, etc.

## Síntesis
Los alditoles se pueden preparar a partir de aldosas o cetosas, por reducción del grupo carbonilo. Industrialmente, esto se logra mediante hidrogenación catalítica con un catalizador de níquel. De esta manera, el D-sorbitol se sintetiza a partir de D-glucosa. A escala de laboratorio, el borohidruro de sodio (NaBH4) es adecuado como agente reductor.
Dado que la reducción de las aldosas no altera los estereocentros, el nombre del alditol procede de la aldosa que se reduce. Sin embargo, el mismo alditol puede surgir de dos aldosas diferentes:

Reducción deD-Glucosa (1) y L-Gulosa (3) a D-Sorbitol (2)

Esto se debe a que se pierde un centro quiral al reducir el aldehído a alcohol, por lo que si giramos la Gulosa 180 grados como en la imagen, si los dos extremos terminales son iguales (CH2OH), se pierde el isómero de la gulosa, y ambas aldosas producen el mismo alditol.
En cambio, la reducción de las cetosas genera un nuevo centro quiral en ambas configuraciones posibles, de modo que una cetosa forma una mezcla de dos alditoles diferentes (epímeros):

Reducción de D-Fructosa (2) a D-Manitol (3) y D-Sorbitol (1)

Como todos los isómeros obtenidos por reducción de cetosas, se pueden obtener de las aldosas, los nombres de los alditoles proceden del glúcido que se reduce.
Dado que su separación ocasiona costes de procesamiento considerables, algunos alditoles también se producen por reacción biocatalítica con microorganismos vivos.

## Glicitoles más comunes
- glicol (2 carbonos)
- glicerol (3 carbonos)
- eritritol (4 carbonos)
- treitol ( " )
- arabitol (5 carbonos)
- xilitol ( " )
- ribitol ( " )
- manitol (6 carbonos)
- sorbitol (6 carbonos)
- dulcitol ( " )
- iditol ( " )
- Volemitol (7 carbonos)
- isomaltitol (12 carbonos)
- maltitol ( " )
- lactitol ( " )
- poliglicitol

## Aditivos alimentarios
| Nombre                | Dulzura | Contenido calórico (kcal/g) | Dulzura por contenido calórico |
| --------------------- | ------- | --------------------------- | ------------------------------ |
| Arabitol              | 0.7     | 0.2                         | 3.5                            |
| Eritritol             | 0.812   | 0.213                       | 3.498                          |
| Glicerol              | 0.6     | 4.3                         | 0.14                           |
| HSH                   | 0.4–0.9 | 3.0                         | 0.13–0.3                       |
| Isomalta              | 0.5     | 2.0                         | 0.25                           |
| Lactitol              | 0.4     | 2.0                         | 0.2                            |
| Maltitol              | 0.9     | 2.1                         | 0.43                           |
| Manitol               | 0.5     | 1.6                         | 0.31                           |
| Sorbitol              | 0.6     | 2.6                         | 0.23                           |
| Xilitol               | 1.0     | 2.4                         | 0.42                           |
| Compara con: Sacarosa | 1.0     | 4.0                         | 0.25                           |

Como grupo de edulcorantes, este tipo de azúcares pueden poseer un poder edulcorante mayor que la sacarosa (azúcar común), poseen además un bajo contenido calórico comparado. Su sabor es similar al del azúcar común y puede ser usado para ocultar los retrogustos causados por algunos edulcorantes. Los alditoles no son metabolizados por las bacterias bucales y este efecto hace de ellos ideales en su uso de edulcorantes medicinales, así como justifican su empleo como preventivos de las patologías bucales dependientes de la placa dentobacteriana. No se ponen marrones cuando se le aplica calor, tal y como hacen los azúcares. 
En general se caracterizan por ser más solubles en agua que sus respectivos azúcares y la mayoría son menos dulces que la sacarosa, aunque los de cadena corta como el glicerol, son ligeramente amargos a concentraciones altas. 
Algunos de ellos,como el sorbitol y el xilitol pueden producir una sensación de frío en la boca (Quemestesis) cuando están presentes en ciertas cantidades. Este es el caso de los chicles y caramelos. Esta sensación se da con la fase cristalina del sorbitol, eritritol, xilitol, manitol, lactitol y maltitol. Esta sensación se debe a que se produce una ligera reacción endotérmica en la boca.
Los azúcares alcohólicos se absorben de forma incompleta en el torrente sanguíneo procedente del intestino delgado, lo que provoca unos cambios mínimos de glucosa en sangre, o por lo menos lo hace en menor escala que el azúcar. Esta propiedad hace que sean edulcorantes aptos para diabéticos o personas diagnosticadas con una dieta hipocalórica. Sin embargo, al igual que otras sustancias que no se digieren completamente, su consumo excesivo produce sensación de hinchazón, diarrea y flatulencia (Gases) debido a su baja absorción en el intestino delgado. Algunos individuos presentan estos cuadros incluso en pequeñas dosis. Con su uso continuado las personas adquieren un grado de tolerancia a los azúcares alcohólicos. Como una excepción, se sabe que el eritritol se absorbe en el intestino delgado y es excretado por la orina, de esta forma este polialcohol no tiene estos efectos secundarios en consumo moderado.